# 潘佳章
潘佳章（1963年4月16日—），中国游泳运动员、教练，国家级教练，现任中国国家游泳队教练员。他曾获得1982年亚洲运动会男子400米自由泳银牌和男子4×200米自由泳接力银牌。